# Hotel King
Hotel King (hangul: 호텔킹) – południowokoreański serial telewizyjny emitowany na antenie MBC. Serial był emitowany w soboty i niedziele o 21:55, od 5 kwietnia do 27 lipca 2014 roku. Główne role odgrywają w nim Lee Dong-wook, Lee Da-hae, Lim Seul-ong, Wang Ji-hye, Lee Deok-hwa oraz Kim Hae-sook.
Lee Dong-wook i Lee Da-hae grali razem w serialu My Girl w 2005 roku.
Serial był przez pewien czas dostępny z napisami w języku polskim za pośrednictwem platformy Viki, pod tytułem Hotel King.

## Opis fabuły
Cha Jae-wan (Lee Dong-wook) chowa urazę do swojego ojca, który wykorzystał i porzucił jego matkę kiedy dowiedział się, że ta jest w ciąży. Wyrasta na zimnego człowieka, który ukrywa przed wszystkimi swoją bolesną przeszłość. Chcąc zemścić się na ojcu zatrudnia się w należącym do niego siedmiogwiazdkowym hotelu i awansując dociera do stanowiska dyrektora naczelnego. Jednakże przeszkodzić może mu Ah Mo-ne (Lee Da-hae), dziedziczka hotelu. Niespodziewany kryzys zbliża parę, która zakochuje się w sobie.

## Obsada

### Główna
- Lee Dong-wook jako Cha Jae-wan/Jayden/Baek Hyun-woo
- Lee Da-hae jako Ah Mo-ne/Bok-Soon
- Lim Seul-ong (2AM) jako Sunwoo Hyun
- Wang Ji-hye jako Song Chae-kyung
- Jin Tae-hyun jako Roman Lee/Lee Ju-han

### Krajowy wydział hotelu Ciel
- Lee Deok-hwa jako Lee Joong-goo (Wiceprezes Hotelu Ciel)
- Kim Hae-sook jako Baek Mi-nyeo (Menadżer szkoleniowy Hotelu Ciel)
- Jung Suk-yong jako Go San
- Park Chul-min jako Jang Ho-il
- Ji Il-joo jako Jin Jung-hyun
- Kim Ye-won jako Yoon Da-jung

### Międzynarodowy wydział hotelu Ciel
- Gong Hyun-joo jako Cha Soo-an
- Alex Chu (Clazziquai) jako Yoo Joon-sung
- Kim Sun-hyuk jako Hong Joon
- Go Yoon jako Park Do-jin

### W pozostałych rolach
- Kim Sung-young jako So Moon-jung
- Kim Kyu-sun jako Ha So-yeon
- Gu Bon-im jako Madam Kim
- Cha Hak-yeon (VIXX) jako Noah
- Lee Do-yeon jako Lee Ip-sae
- Lee Sang-mi jako Yoon Ji-won
- Seo Yi-an jako Lee Da-bae
- Choi Sang-hoon jako Ah Sung-won
- Yoo Gun jako John Howard
- Cho Yoon-woo jako Yoo Joo-min (cameo, odc. 17)
- Lee Joo-yeon jako Chae-won (cameo, odc. 31-32)
- Kim Ha-rin jako Baek Mi-yeon

## Oglądalność
| No. | Data emisji | Oglądalność | Oglądalność |
| No. | Data emisji | TNmS        | AGB Nielsen |
| --- | ----------- | ----------- | ----------- |
| 1   | 2014.04.05  | 11,8%       | 11,7%       |
| 2   | 2014.04.06  | 11,2%       | 10,9%       |
| 3   | 2014.04.12  | 11,1%       | 10,9%       |
| 4   | 2014.04.13  | 11,6%       | 11,6%       |
| 5   | 2014.04.26  | 7,4%        | 8,2%        |
| 6   | 2014.04.27  | 8,8%        | 10,3%       |
| 7   | 2014.05.03  | 8,7%        | 9,1%        |
| 8   | 2014.05.04  | 9,1%        | 9,0%        |
| 9   | 2014.05.10  | 8,6%        | 8,6%        |
| 10  | 2014.05.11  | 9,5%        | 10,5%       |
| 11  | 2014.05.17  | 8,4%        | 9,6%        |
| 12  | 2014.05.18  | 9,0%        | 9,3%        |
| 13  | 2014.05.24  | 8,6%        | 8,7%        |
| 14  | 2014.05.25  | 7,8%        | 8,3%        |
| 15  | 2014.05.31  | 9,8%        | 10,0%       |
| 16  | 2014.06.01  | 9,6%        | 9,7%        |
| 17  | 2014.06.07  | 9,6%        | 10,4%       |
| 18  | 2014.06.08  | 8,3%        | 8,8%        |
| 19  | 2014.06.14  | 9,9%        | 9,8%        |
| 20  | 2014.06.15  | 9,3%        | 9,8%        |
| 21  | 2014.06.21  | 9,9%        | 10,9%       |
| 22  | 2014.06.22  | 9,8%        | 10,7%       |
| 23  | 2014.06.28  | 10,6%       | 9,8%        |
| 24  | 2014.06.29  | 10,2%       | 9,9%        |
| 25  | 2014.07.05  | 10,3%       | 11,3%       |
| 26  | 2014.07.06  | 10,0%       | 11,0%       |
| 27  | 2014.07.12  | 11,1%       | 10,6%       |
| 28  | 2014.07.13  | 11,6%       | 13,6%       |
| 29  | 2014.07.19  | 11,7%       | 12,3%       |
| 30  | 2014.07.20  | 11,4%       | 12,4%       |
| 31  | 2014.07.26  | 11,6%       | 11,8%       |
| 32  | 2014.07.27  | 12,1%       | 11,8%       |